# Edmore
Edmore – wieś w Stanach Zjednoczonych, w stanie Michigan, w hrabstwie Montcalm.